# Kamikaze Hearts
Kamikaze Hearts es una película cuasi-documental estadounidense de 1986 dirigida por Juliet Bashore y escrita por Bashore, Tigr Mennett y John Knoop. Está protagonizada por Sharon Mitchell, Tigr Mennett, Jon Martin, Sparky Vasque, Jerry Abrahms y Robert McKenna. La banda sonora fue compuesta por Georges Bizet, Walt Fowler y Paul M. Young.
La película, aunque en parte ficticia, se basa en la relación de la vida real entre la actriz pornográfica Sharon Mitchell y su novia Tigr Mennett. En Kamikaze Hearts, un equipo de cámaras sigue a Mitchell, apodada «Mitch», mientras protagoniza una parodia porno de la ópera Carmen, dirigida por Mennett.
Facets Multimedia estrenó la película en noviembre de 1986. Recibió una restauración 2K por parte del UCLA Film and Television Archive y fue relanzada por Kino Lorber el 13 de mayo de 2022.

## Argumento
La veterana actriz pornográfica Sharon Mitchell, apodada «Mitch», conduce hasta San Francisco acompañada por un equipo de cámaras que filma un documental. Allí va a protagonizar una parodia porno de Carmen, que dirige su novia, Tigr, una recién llegada a la industria. Cuando Mitch llega al plató, el equipo del documental la filma junto con otras personas involucradas en la realización de la parodia de Carmen.
Después de filmar una escena de violación, Mitch se pone un bigote, invita al equipo del documental a lo que ella llama la «fiesta previa al wrap» y les presenta a más de sus compañeros de trabajo. Ella invita a cada uno de ellos a discutir su propia experiencia con la pornografía.
Se supone que Mantra le realizará una felación a Jon, pero hace una pausa en medio de la escena y se angustia, negándose a hacerlo frente a Gerald Greystone, el productor; él la despide. Más tarde, Greystone fotografía a Jennifer Blowdryer, otra actriz, convenciéndola para que muestre más piel de la que había planeado inicialmente.
Durante otra fiesta, los miembros del elenco fraternizan mientras Tigr habla con el equipo del documental sobre el papel de las drogas en su relación con Mitch.
Mitch desaparece del set antes de que estén a punto de rodar y Greystone reprende a Tigr por haberle pagado a Mitch por adelantado. Tras una búsqueda, Tigr encuentra a Mitch bailando desnuda en un club de estriptis. Después de pelearse con el personal del club, Tigr es expulsada del establecimiento. Cuando Tigr le pregunta por qué no se presentó al plató, Mitch revela que la arrestaron y pasó la mayor parte de la noche en la cárcel. Luego, la pareja discute sobre Tigr contándole a las personas que los rodean sobre el hábito a las drogas de Mitch, aunque Tigr afirma que todos ya saben que Mitch usa drogas. Tigr le cuenta la situación a Bobby Mac, quien conversa con ella mientras juega una ronda de dados.
Mantra regresa al set y le pide a Tigr que le permita rehacer la escena de sexo oral ya que necesita dinero para pagar el alquiler. Sin embargo, solicita hacer la escena con Mitch en lugar de Jon, afirmando que ya no hace pornografía con hombres. Tigr está de acuerdo y Mantra y Mitch filman la escena. Tigr y Mitch sufren de dermatitis de contacto por urushiol y se dan una ducha juntas. Mitch contempla su carrera y las personas que la observan, afirmando que «la Sharon Mitchell que ven no es Sharon Mitchell». Mientras se secan afuera, Tigr expresa su decepción con Mitch por varias cosas, pero nota que la ama de todos modos y la besa antes de irse.
En la escena final, la pareja decide filmarse usando drogas. Tigr se inyecta y Mitch hace lo mismo, y se turnan para divagar ante la cámara.

## Reparto
- Sharon Mitchell como Mitch.[1]
- Tina «Tigr» Mennett como Tigr.[1]
- Jon Martin como Jon.[1]
- Sparky Vasque como Sparky.[1]
- Jerry Abrahms como Gerald Greystone.[1]
- Robert McKenna como Bobby Mac.[1]

## Producción

### Preproducción
Kamikaze Hearts se concibió después de que Juliet Bashore, una estudiante de cine que trabajaba en un documental sobre la industria del porno en San Francisco, conociera a Tigr Mennett. Mennett, asistente de dirección, estaba en una relación con la actriz de cine pornográfico Sharon Mitchell; la pareja se conoció mientras filmaban una escena. Obsesionada con su novia hasta el punto de que adoptó la adicción a las drogas de Mitchell, Mennett se reunió con Bashore y la convenció de cambiar el enfoque del documental. Mennett no solo protagonizó la película, sino que también se le acredita como uno de los escritores. Bashore recordó más tarde que Mennett trabajó con ella en la película porque quería tener la oportunidad de tener relaciones sexuales con Mitchell, ya que Mitchell no realizaría ningún acto sexual sin la presencia de una cámara.
Si bien las personas reales que trabajaron en la industria del porno protagonizaron Kamikaze Hearts, muchos elementos de la película son ficticios, incluida la parodia de Carmen y los argumentos de la pareja principal, que fueron escritos. Los actores también improvisaron, interpretando diferentes versiones de sí mismos.

### Rodaje
Bashore comenzó a rodar la película a mediados de la década de 1980. Fue filmado en locaciones de North Beach, San Francisco, Embarcadero Freeway, y el Distrito de la Misión, San Francisco.

## Lanzamiento
Kamikaze Hearts fue lanzado en noviembre de 1986 por Facets Multimedia,  así como en VHS el 11 de noviembre de 1991. 
La película fue restaurada en 2K por el Archivo de Cine y Televisión de UCLA y relanzada por el distribuidor de películas Kino Lorber. Tuvo su estreno el 13 de mayo de 2022 en la Academia de Música de Brooklyn en la ciudad de Nueva York; la siguiente proyección fue en el Alamo Drafthouse Cinema el 20 de mayo del mismo año.

## Recepción

### Taquilla
En la noche de estreno en 2022, Kamikaze Hearts se presentó en un teatro y generó $1,000. En general, la película se proyectó en tres salas y recaudó $ 6,669 en este lanzamiento.

### Respuesta crítica
Liz Galst de Gay Community News de Boston llamó a Kamikaze Hearts «una mirada fascinante al mundo de las estrellas porno lesbianas adictas». También dijo que la película era «increíblemente poderosa» tanto en su descripción de la relación entre Mitch y Tigr como en cómo aquellos que trabajan en la industria del porno deben diferenciar «entre la ilusión y la vida real». Beatrice Loayza de The New York Times calificó la mirada de la película a la relación de las mujeres como «delirante y angustiosa». Los Angeles Times le dio a la película una calificación de «Madura» debido a su contenido sexual, uso de drogas y blasfemias. Escribiendo para Another Magazine, James Balmont dijo que aunque la corriente lesbiana rechazó la película cuando se estrenó por primera vez, Kamikaze Hearts «sigue siendo un hito en el cine queer».
LA Weekly escribió en 1991, «te arrastra a un lugar determinado, el mundo de las estrellas porno lesbianas y adictas, y te mantiene allí durante 80 minutos. Si te emociona ese lugar, o incluso si lo encuentras inquietante, te gustará esta película porque se adentra implacablemente en el mundo de los cuerpos desnudos, la fantasía, la adicción, la desesperación, la sordidez de segunda y los sueños». Johnathan Rosenbaum en el Chicago Reader describió la película como «alternativamente angustiosa, instructiva, discutible y fascinante».
En su libro de 1991 Looking for Trouble: On Shopping, Gender and the Cinema, Suzanne Moore llama a la película «realización cinematográfica clandestina del más alto nivel». También dijo sobre la escena final: «Al igual que la pornografía en sí misma, la película promete el gran acto, la escena que hará que todo esté bien, pero nunca lo entrega».
SFe para la revista Time Out dijo que «a veces la cámara es un punto de vista independiente que discrimina con frialdad, a veces un ojo que mira desorbitado».

### Premios y reconocimientos
Kamikaze Hearts ganó el premio al Mejor Largometraje en el Festival Internacional de Cine Gay y Lésbico de Turín.